# 諸井條次
諸井 條次（もろい じょうじ、1911年7月9日 - 1994年10月6日）は日本の劇作家。
東京・本郷出身。諸井六郎の次男。日本敗戦後、親戚を頼って山口県萩市に定住。1949年山口演劇研究所を日笠世志久と共に設立。1952年日笠世志久らと共に劇団はぐるま座を創立。座付き作者となる。作品ははぐるま座のほか新協劇団、劇団京芸、関西芸術座、東京芸術座などでも上演され、二十世紀五十、六十年代のリアリズム演劇を代表する劇作家の一人となる。児童劇の創作も多い。
また社会主義運動にも積極的に参加し1950年代には日本共産党山口県委員会文化部長も務めたが、中国の文化大革命を支持して日本共産党を離党・共産党左派へ参加。しかし翌年にははぐるま座訪中公演の際の『野火』改訂が作者の意図と異なるものであったことから、はぐるま座と疎遠になり文化大革命の終結で共産党左派やはぐるま座と完全に訣別。
1994年10月6日、83歳で逝去。

## 主な著書
- 『諸井條次一幕物語』（劇生活社、1954年）
- 戯曲『冬の旅』（劇生活社、1953年）
- 『萩の乱と長州士族の維新』（同成社、1999年）
- 『鞍工兵 諸井條次戯曲選集』（晩成書房　2000年）